# Taner Gülleri
Taner Gülleri (* 29. April 1976 in Adana) ist ein ehemaliger türkischer Fußballspieler und -trainer. Er spielte während seiner langen Karriere bei diversen Zweit- und Erstligavereinen der Türkei. Er war überwiegend in der zweitklassigen TFF 1. Lig tätig und zählte während dieser Zeit zu den erfolgreichsten Torschützen. In der Saison 2007/08 wurde er Torschützenkönig der TFF 1. Lig und in der Saison 2008/09 hinter Milan Baroš Zweiter in der Torschützenliste der Süper Lig.

## Spielerkarriere
Gülleri begann seine professionelle Karriere 1995 bei Adana Demirspor. Nach seiner ersten Saison dort verlieh ihn der Verein an Tarsus İdman Yurdu. Zur Rückkehr nach Adana Demirspor kam es nicht, weil er für eine Saison bei Fethiyespor unterschrieb.
Für Fethiyespor spielte er eine gute Saison. In 32 Einsätzen erzielte Gülleri 18 Tore. Der Erstligist Bursaspor verpflichtete darauf den Stürmer. Taner konnte sich bei Bursaspor nie durchsetzen und spielte 25 Spiele. Während der vier Jahre wurde er an Beykozspor verliehen. Bei Beykozspor machte er in 41 Spielen 30 Tore.
Er verließ am Ende der Saison 2001/02 Bursaspor. Es folgten mit Sakaryaspor und Kayseri Erciyesspor zwei Stationen, bei denen er sich erneut nicht für die erste Elf empfehlen konnte.
Im Januar 2004 kam es zum Wechsel zu Antalyaspor. Mit seinem Transfer zu Antalyaspor machte er einen Volltreffer, in drei Jahren spielte er 49 Spiele und erzielte 37 Tore. Kocaelispor verpflichtete Taner im Januar 2007. In der Saison 2007/08 erzielte er 21 Tore und wurde zum Torschützenkönig der 2. Liga, außerdem hatte Gülleri dadurch einen großen Anteil am Aufstieg Kocaelispors in die Turkcell Süper Lig.
In der Saison 2009/2010 wechselte er nach dem Abstieg Kocaelispors in die TFF 1. Lig ablösefrei zum Erstligisten Istanbul Büyüksehir Belediyespor. Hier blieb er verletzungsbedingt lange dem Team fern. Schließlich gab er zur Saison 2011/12 das Ende seiner aktiven Laufbahn als Profifußballer bekannt.

## Trainerkarriere
Ab dem Sommer 2012 begann Gülleri als Trainer zu arbeiten und betreute als erste Tätigkeit die U-15-Jugendmannschaft von Samsunspor. Im August 2013 begann er beim Drittligisten Göztepe Izmir als Co-Trainer zu arbeiten und assistierte dabei dem Cheftrainer Erhan Altın. Nachdem dieser bereits einen Monat später den Klub verlassen musste, verließ auch Gülleri Göztepe.
Zur Saison 2014/15 wurde er beim Drittligisten Nazilli Belediyespor als neuer Cheftrainer vorgestellt.

## Erfolge
- Torschützenkönig der Bank Asya 1. Lig: 2007/08
- Top-Scorer in der Turkcell Süper Lig Saison 2008/09 mit 29 Scorerpunkten

## Trivia
- Taner erzielte beim 2:5-Auswärtssieg vier Tore gegen Galatasaray Istanbul.